# Sonate pour piano no 53 de Joseph Haydn
La Sonate pour piano no 53 en mi mineur Hob.XVI.34 est une sonate pour pianoforte de Joseph Haydn. Composée en 1782, elle est publiée en 1784.

## Structure
1. Presto à 6/8
2. Adagio en sol majeur
3. Finale: Vivace molto

La sonate no 53 est dite tripartite car elle est composée d'une exposition, d'un développement ainsi que d'une réexposition.

## Source
- François-René Tranchefort, Guide de la musique de piano et clavecin, éd. Fayard 1987, p. 404  (ISBN 2-213-01639-9)